# Annibale Ier Bentivoglio
Pour les articles homonymes, voir Bentivoglio (homonymie).
Annibale Ier Bentivoglio (Bologne, 1413 – Bologne, 24 juin 1445)  militaire et un condottière italien, seigneur de Bologne de 1443 à 1445.

## Biographie
Annibale Ier Bentivoglio est le fils naturel de Anton Galeazzo Bentivoglio. Il est sans doute né d'une relation avec Lisa Canigiani, mais les chroniqueurs rapportent que les charmes de la belle étaient partagés par Anton Galeazzo et son cousin Gaspare Malvezzi Quand l'enfant est né, les deux hommes auraient tiré au sort pour déterminer la paternité. Il se joint très jeune aux soldats de son père avec lesquels il acquiert une véritable expérience d'homme de guerre, mais en restant dans l'ombre du commandeur.
En 1435,  engagé avec sa condotta auprès du roi de Naples en Campanie, il n'avait pas pu rejoindre son père lors de son ultime voyage vers Bologne. Après son l'assassinat sur ordre du cardinal Giovanni da Treviso, il doit quitter Bologne, mais ses partisans le réclament pour diriger la ville et rétablir une seigneurie. En 1438, dégagé de ses obligations contractuelles, il retourne à Bologne gouvernée par le seigneur Niccolò Piccinino, commandant général des armées milanaises, établi sur le pouvoir par les Visconti. Il est animé d'un esprit de revanche et prêt à faire payer le prix fort aux auteurs de la fourberie qui coutât la vie à son père.
Les Visconti, qui cherchent à mettre la main sur Bologne, se méfient de ce jeune et intrépide condottiere. Niccolo Piccinino, qui le surveille de près, déclenche une vendetta provoquée par le clan des Foscherari pour nuire aux intérêts des Bentivoglio. Une fiancée promise, issue de cette famille, ayant été refusée par Annibale, il fallait restaurer l'honneur bafoué de la famille. Une guérilla urbaine se déchaine en 1440 lors de laquelle Raffaelle Foscherari est tué dans une rixe ce qui entraine l'embrasement de la ville. Refusant la destruction d'une ville prospère, les Visconti exigent un compromis. Annibale est alors loué pour son républicanisme au service du peuple de Bologne, on proclame que Raffaele est mort par accident et, en 1441, Filippo Maria Visconti lui donne pour épouse Donnina Visconti, fille de Lancillotto Visconti, à son tour fils de Barnabé Visconti. Les Bentivoglio entrent dans le cercle des affins du duc de Milan.
Piccinino voit en Annibale un danger pour ses privilèges et le fait surveiller par son fils Francesco. Il se méfie de son habileté politique concrétisée par ce beau mariage. Les Bentivoglio, famille peu fortunée et mal accompagnée politiquement, dérange les grandes puissances. Difficile à manœuvrer, elle suit le sens du vent, sensible à toutes les propositions, comme le font de nombreuses petites seigneuries. Il propose une entrevue à Annibale qui est devenu chef des Seize Réformateurs de Bologne, soit le maître de la ville. Avant la fin de la discussion, il le fait capturer et enfermer dans le château de Varano près de Parme où il demeure plusieurs mois. Il est libéré le 3 juin 1443 par Galeazzo Marescotti de' Calvi,. Pendant cette période, Francesco rançonne la population et vit du pillage de la région.
Retourné en secret à Bologne en compagnie de son libérateur, ils se trouvent en présence d'une révolte populaire de leurs partisans contre Piccinini provoquée par les principales familles nobles bolonaises. Francesco Piccinino est arrêté et Annibale demande l'aide de Florence et de Venise, ennemis de Milan, pour revenir aux affaires. Il prend le commandement des Bolonais qui réussirent à défaire les troupes milanaises de Luigi Dal Verme (en) à San Giorgio di Piano le 14 août 1443. 
La suprématie des Bentivoglio provoque un nouveau mécontentement de la part de la famille rivale Canetoli. Annibale cherche à l'apaiser en nommant Battista Canetoli chef des anciens, mais sans résultat: En effet, les Canetoli avec la famille  Ghisileri organisent un complot afin de prendre le contrôle de la ville. Ils invitent Annibale à un baptême et l'assassinent. Mais cet assassinat provoque la réaction des autres familles nobles qui arrêtent les membres des familles Canetoli et Ghisileri, certains sont condamnés à mort, d'autres sont exilés.
Le fils d'Annibale, Giovanni, est trop jeune pour lui succéder. C'est le premier citoyen Sante Bentivoglio, fils illégitime d'Ercole Bentivoglio, cousin d'Annibale qui assume le pouvoir.
La chapelle Bentivoglio, dans l'église San Giacomo Maggiore, édifiée par Annibale à partir de 1445, est terminée par son fils Giovanni IIe en 1486.